# 郵便貯金法
郵便貯金法（ゆうびんちょきんほう、昭和22年11月30日法律第144号）は、郵便貯金に関する日本の法律である。
1963年7月12日、改正公布（利率を政令で定め弾力的に運用する）。郵政民営化法等の施行に伴う関係法律の整備等に関する法律（平成17年法律第102号）2条の規定により、2007年10月1日に日本郵政公社法や簡易生命保険法などとともに廃止された。
郵便貯金条例は、1890年8月13日公布。旧郵便貯金法は、1905年2月16日公布、7月1日施行（郵便貯金条例は廃止）。

## 構成
- 第1章 - 総則（第1条～第6条）
- 第2章 - 業務に関する通則（第7条～第31条の3）
- 第3章 - 通常郵便貯金（第32条～第44条）
- 第4章 - 積立郵便貯金（第45条～第51条の2）
- 第5章 - 定額郵便貯金（第52条～第57条）
- 第6章 - 定期郵便貯金（第58条・第59条）
- 第7章 - 住宅積立郵便貯金（第60条～第63条）
- 第8章 - 教育積立郵便貯金（第63条の2～第63条の4）
- 第9章 - 預金者及び地方公共団体に対する貸付け等（第64条～第69条）
- 第10章 - 雑則（第70条～第75条）
- 第11章 - 罰則（第76条）
- 附則